# 1. Sinfonie (Brahms)

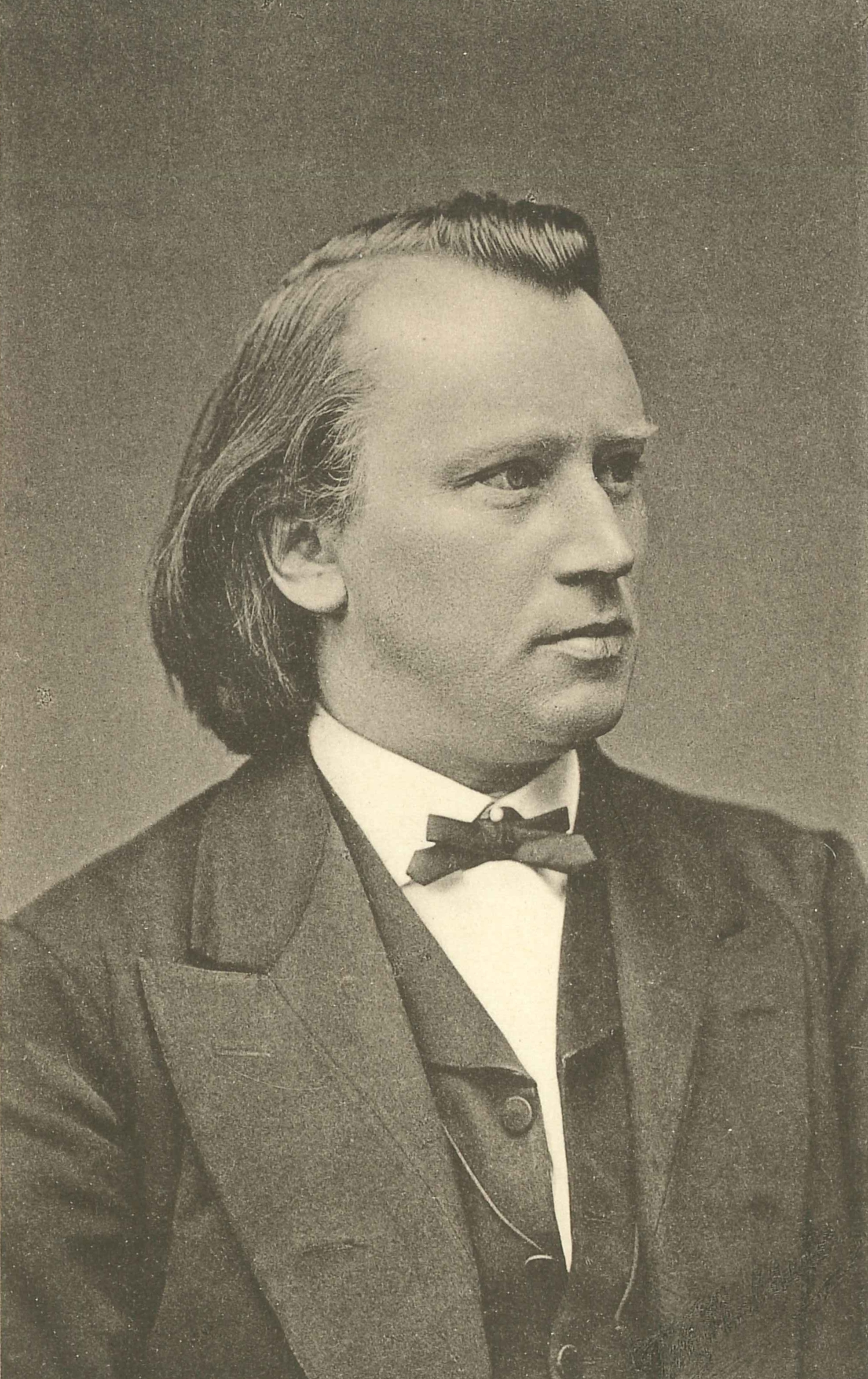
Foto von Johannes Brahms, ca. 1875

Die Sinfonie Nr. 1 c-Moll op. 68 von Johannes Brahms wurde im November 1876 uraufgeführt. Erste Skizzen stammen von 1862, ihre Entstehungszeit erstreckt sich inklusive Unterbrechungen auf über 14 Jahre. Letzte Änderungen an dem Werk nahm Brahms 1877 vor.

## Entstehungsgeschichte
Robert Schumann verglich im Aufsatz „Neue Bahnen“ vom Oktober 1853 die frühen Klaviersonaten von Brahms mit „verschleierten Symphonien“ und äußerte sich lobend zu dessen zukünftiger Laufbahn als Sinfoniker. Wahrscheinlich führte die sich bereits hier zeigende Erwartungshaltung, die von anderen, aber auch vom selbstkritischen Brahms an seine erste Sinfonie herangetragen wurden (insbesondere im Vergleich zu den Sinfonien Ludwig van Beethovens, siehe unten), dazu, dass Brahms seine erste Sinfonie erst 1876 fertigstellte.
- 1854 hatte Brahms den Plan, den ersten Satz einer Sonate für zwei Klaviere in einen Orchestersatz zu überführen. Daraus entstand dann jedoch bis 1856 keine Sinfonie, sondern der erste Satz seines Klavierkonzertes op. 15.[1][2]
- 1858 wollte Brahms eine dreisätzige Serenade für Oktett-Besetzung zur Sinfonie ausbauen, arbeitete das Werk dann aber in die fünfsätzige Serenade Nr. 1 für großes Orchester op. 11. um,[1] denn wenn jemand es unternehme, „nach Beethoven Symphonien zu schreiben, so müssten sie ganz anders aussehen“ (Brief an den Geiger Carl Bargheer[2]).
- 1862 zeigte Brahms seinen Freunden einen Sinfoniesatz, der eine Frühfassung des späteren ersten Satzes der ersten Sinfonie (ohne dessen Einleitung) darstellt. Clara Schumann schrieb dazu am 1. Juli 1862 an den Geiger Joseph Joachim:

„Johannes schickte mir neulich – denken Sie, welche Ueberraschung – einen 1. Symphoniesatz mit folgendem kühnen Anfang. Das ist nun wohl etwas stark, aber ich habe mich sehr schnell daran gewöhnt. Der Satz ist voll wunderbarer Schönheiten, mit einer Meisterschaft die Motive behandelt, wie sie ihm ja mehr und mehr eigen wird. Alles ist so interessant ineinander verwoben, dabei so schwungvoll wie ein erster Erguß; man genießt so recht in vollen Zügen, ohne an die Arbeit erinnert zu werden. Der Uebergang aus dem zweiten Theil wieder in den Ersten ist im wieder ’mal herrlich gelungen.“

Warum Brahms die Sinfonie 1862 nicht weiter ausführte, ist unbekannt. Möglicherweise hatte er noch keine Konzeption für die Gesamtform gefunden. Auf drängende Fragen seiner Freunde nach der Sinfonie antwortete Brahms ausweichend oder äußerte sich dahingehend, wie schwierig es sei, nach Beethoven noch Sinfonien zu komponieren. Bis 1876 gibt es kein eindeutiges Dokument dazu, ob Brahms seine Arbeit vorantrieb, möglicherweise arbeitete er seit 1874 verstärkt an dem Werk. Unklar ist, ob der 1868 an Clara Schumann geschriebene Geburtstagsgruß, der das Alphornthema aus dem letzten Satz enthält, bereits in Hinblick auf die Sinfonie geschrieben wurde.
Am 12. Juni 1876 fuhr Brahms nach Sassnitz auf Rügen und arbeitete an der Sinfonie. Am 5. Oktober 1876 schrieb er an den Verleger Fritz Simrock: „an den Wissower Klinken ist eine schöne Symphonie hängen geblieben“. Im September beendete er die Kompositionsarbeit (bis auf Kleinigkeiten, s. u.) in Lichtenthal bei Baden-Baden. Brahms zeigte die Sinfonie zuerst Clara Schumann, die davon in ihrem Tagebuch berichtet. Danach stellte er zuerst die beiden Außensätze fertig, erst am 10. Oktober 1876 trägt er ihr die ganze Sinfonie auf dem Klavier vor. Clara Schumann berichtet davon in ihrem Tagebuch, wobei sie offenbar keine Erinnerung mehr an den Sinfoniesatz von 1862 und den Geburtstagsgruß von 1868 hatte:

„Ich kann nicht verhehlen, daß ich betrübt, niedergeschlagen war, denn sie will mir neben anderen seiner Sachen […] nicht gleichbedeutend erscheinen. Es fehlt mir der Melodien-Schwung, so geistreich auch sonst die Arbeit ist. Ich kämpfte viel, ob ich ihm das sagen sollte, aber ich muß sie doch erst mal vollständig vom Orchester hören […].“

(Zur weiteren Rezeption siehe unten.)

## Uraufführung, Drucklegung

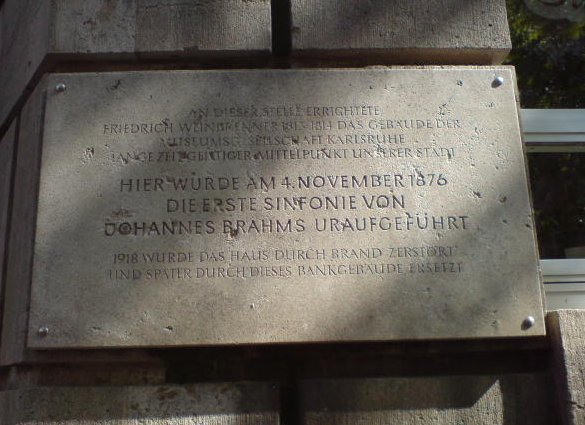
Tafel an der Stelle der Uraufführung in Karlsruhe

Nach dem langjährigen Kompositionsprozess wurden die Vorbereitungen zur Uraufführung energisch vorangetrieben. Sie wurde auf den 4. November 1876 in Karlsruhe unter der Leitung von Felix Otto Dessoff festgelegt, die Folgeaufführung, die Brahms selbst leitete, auf den 7. November 1876 in Mannheim. Bis dahin musste das Stimmenmaterial vervielfältigt werden. Im Oktober 1876 nahm Brahms noch einige Änderungen vor. Weitere Aufführungen folgten am 15. November 1876 in München, am 17. Dezember 1876 in Wien, am 18. Januar 1877 in Leipzig und am 23. Januar 1877 in Breslau.
Für die Drucklegung ließ sich Brahms viel Zeit. Sein Verleger Simrock plante mit Februar 1877 eine rasche Veröffentlichung. Doch auch nach der Aufführung in Breslau konnte noch nicht mit der Drucklegung begonnen werden, da Brahms sein Manuskript dem Geiger Joseph Joachim für Aufführungen in England mitgegeben hatte. Als er es im Mai 1877 zurückerhielt, arbeitete er den zweiten Satz insbesondere durch Kürzungen um, und schickt diese endgültige Fassung an Simrock. Im Oktober 1877 erschien dann die Erstausgabe (Partitur, Stimmen und Bearbeitung für Klavier zu vier Händen).

## Rezeption
Clara Schumann schrieb in ihr Tagebuch, dass ihr der „Melodien-Schwung“ im Werk fehle (siehe oben). Brahms äußerte sich in einem Brief an Otto Dessoff dahingehend, dass sich die 1. Sinfonie „nicht durch Liebenswürdigkeit empfiehlt“. Auch viele Musikkritiker bescheinigten dem Werk eine „karge Ernsthaftigkeit.“ Giselher Schubert fasst die zeitgenössische Rezeption zusammen:

„Den Zeitgenossen erscheint die Sinfonie in der unmittelbaren Beethoven-Nachfolge weniger neuartig oder fortschrittlich; vielmehr empfindet man mit diesem Werk einen eher traditionellen Gehalt geistig vertieft. Man konstatiert einmütig eine ernste, fast tragische Grundstimmung, eine ungewöhnlich kunstvolle Verarbeitung von in den ersten Sätzen freilich dürftigen Themen. Daraus erwächst sogleich der Vorwurf eines Mangels an sinnlichem Reiz oder erwärmender Phantasie; es herrsche eine Nüchternheit, nachgerade eine Askese vor, und die Anhäufung kompositorischer Schwierigkeiten mache es unmöglich, der Sinfonie sogleich zu folgen: Sie wird mehr geachtet und respektiert als geliebt.“

Es können drei Grundpositionen in der Rezeption unterschieden werden:
- In den geschichtsphilosophischen Deutungen werden Rang und Bedeutung der Musik weniger aus ihrem Kunstcharakter abgeleitet, vielmehr wird mit der Bestimmung ihrer historischen Stellung ihr Gehalt gedeutet. Hierzu gehört die Diskussion um die Frage, inwieweit Brahms mit der Sinfonie die „Nachfolge“ von Beethovens Sinfonie Nr. 9 angetreten habe. Nach der Partei der „Neudeutschen“ um Franz Liszt und Richard Wagner sind das Wagnerische Musikdrama und die Lisztschen Sinfonischen Dichtungen legitime Nachfolger von Beethovens 9. Sinfonie, Brahms sei mit seiner ersten Sinfonie Beethoven lediglich epigonal nachgefolgt. Die Freunde Brahms’ äußerten sich dagegen lobend; so bezeichnete der Dirigent Hans von Bülow das Werk als „10. Sinfonie“ (damit meinte er jedoch nicht eine Fortführung von Beethovens Sinfonie Nr. 9, er sah das Werk von Brahms zwischen Beethovens zweiter und dritter Sinfonie gestellt).
- In den musiksoziologischen Interpretationen wird aus dem Charakter des Grüblerischen, Verschlossenen und aus der ungewöhnlich kunstvollen Arbeit auf den musiksoziologischen Gehalt, auf die Stellung dieser Sinfonie zur Gesellschaft, geschlossen. Mit der Sinfonie wurde etwa seit Beethoven die Vorstellung verbunden, dass sie eine ideelle Gemeinschaft der Menschen zu stiften vermöge und dass durch sie zugleich auch die ideelle Gemeinschaft ihren Ausdruck finde. Ausgehend von diesem Standpunkt wurde bei Brahms zunächst kritisiert, dass er mit seiner 1. Sinfonie versuche, Kammermusik zu monumentalisieren, der sinfonische Stil könne aber nicht aus der Steigerung des kammermusikalischen Stils hervorgehen. Im 20. Jahrhundert erfolgte dann eine Umdeutung: Das vorher als unsinfonisch Kritisierte wird als Zeichen der Modernität interpretiert, die im Unvermögen, ein Gesellschaftlich-Allgemeines zu repräsentieren, gerade ihre gesellschaftliche Wahrheit erhalte und bewahre.
- In programmatischen Deutungsversuchen wird der innere Entwicklungsgang von der tragischen Grundstimmung des ersten Satzes zur Aufhellung und Durchbruch im Schlusssatz programmatisch gedeutet. Einige Rezensenten vertraten die Ansicht, Brahms folge in der Sinfonie einem verschwiegenen Programm. Mehrere Rezeptionen enthalten autobiographische Deutungen, wonach Brahms z. B. sein Verhältnis zu Clara Schumann beschreibe.

Eine wichtige Rolle spielte die Sinfonie im Leben des Dirigenten Zubin Mehta. In einem Interview erzählte er: „Wahren Klang habe ich zum ersten Mal bei den Wiener Symphonikern erlebt, als sie Brahms’ Erste Sinfonie spielten. Ich dachte, meine Ohren würden explodieren. Es war tatsächlich eine Offenbarung.“

## Bezüge zu Ludwig van Beethoven

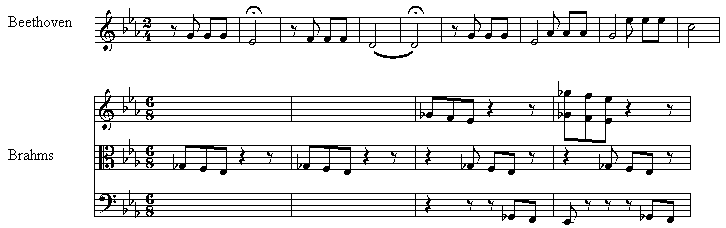
Die „rhythmische Figur“ in den ersten Sätzen der Sinfonie Nr. 5 (Beethoven) und Nr. 1 (Brahms, Takt 157 bis 161)

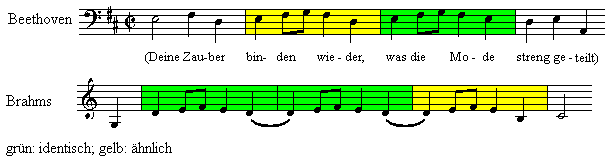
Vergleich der Hauptthemen aus den Schlusssätzen von Beethovens Sinfonie Nr. 9 und Brahms Sinfonie Nr. 1 (ab Takt 62)

Verschiedene Ähnlichkeiten zwischen der 1. Sinfonie von Brahms und den Sinfonien von Beethoven werden oft genannt:
- (weitgehende) Übereinstimmung in der Instrumentierung;[2]
- Übereinstimmung in der Grundtonart zu Beethovens 5. Sinfonie,[2][5] weiterhin auch zum 3. Klavierkonzert (dort zweiter Satz auch in E-Dur)[2] und zum Tripelkonzert (dort zweiter Satz in As-Dur);[2]
- im ersten Satz spielt eine rhythmische Figur, bei der drei diatonisch geführte kurze Notenwerte in einen längeren münden, eine wesentliche Rolle („Motiv B“, siehe unten), ebenso wie das Zentralmotiv aus Beethovens Sinfonie Nr. 5, Satz 1;[2]
- dramaturgischer Aufbau „per aspera ad astra“ („durch Nacht zum Licht“)[6][5] wie bei Beethovens Sinfonie Nr. 5;
- Einbeziehung einer (Alp-)Hornweise sowie eines Chorals ähnlich wie bei Beethovens Sinfonie Nr. 6;[6]
- Ähnlichkeit vom Hauptthema des Schlusssatzes zum Hauptthema des Schlusssatzes aus Beethovens Sinfonie Nr. 9.[6][8][9][5] Brahms soll auf die Bemerkung, dass sich beide Themen merkwürdig ähnlich seien, geantwortet haben: „Jawohl, und noch merkwürdiger ist, daß das jeder Esel gleich hört.“[6]

## Zur Musik
Orchesterbesetzung: 2 Flöten, 2 Oboen, 2 Klarinetten, 2 Fagotte, Kontrafagott, 4 Hörner, 2 Trompeten, 3 Posaunen (nur im letzten Satz), Pauken, I. Violine, II. Violine, Viola, Violoncello, Kontrabass.
Aufführungszeit: ca. 40 bis 45 Minuten. Für die Mannheimer Aufführung im November 1876 (siehe oben) existieren Angaben über die Dauer der Sätze: 14 Minuten – 9 Minuten (für die erste Fassung des zweiten Satzes) – 4 Minuten – 16 Minuten.
Die Tonarten der Sätze stehen über eine große Terz zueinander in Beziehung: E-Dur steht eine große Terz über, As-Dur eine große Terz unter C-Dur bzw. c-Moll.
Die folgende Beschreibung ist als Vorschlag zu verstehen. Je nach Standpunkt sind auch andere Bezeichnungen, Abgrenzungen und Deutungen möglich.

### Erster Satz: Un poco sostenuto – Allegro – Meno allegro
Un poco sostenuto: c-Moll, 6/8-Takt (Takt 1–37)
Die Sinfonie beginnt im dramatischen Forte des ganzen Orchesters mit chromatischer Gegenbewegung zwischen den Bläsern und Streichern unter pochendem Orgelpunkt der Pauke. Diese „dissonanzreichen harmonischen Durchgänge der gegeneinander geführten Hauptstimmen“ enthalten zwei Motive, die für den weiteren Satzaufbau von Bedeutung sind: Motiv A ist durch seine chromatische Linie gekennzeichnet (Takt 1 bis 4), Motiv B durch seine drei aufsteigenden kurzen Noten, die in einen längeren Notenwert münden (Takt 2 in Sechzehnteln, Takt 4 in Achteln). Auch die Piano-Passage ab Takt 9 mit der Frage-Antwort-Wendung im Wechsel von Pizzicato (fallende Septime und Sexte) und Legato (Vorhaltsfigur) tritt im Allegro auf, ebenso die aufsteigende Dreiklangswendung (Motiv C) aus Takt 21, mit der Brahms pianissimo beginnt und sich bis zum Fortissimo steigert. Der Ausbruch führt zur Wiederholung des Satzanfangs von der Dominante G aus. In der anschließenden Piano-Passage, mit der die Einleitung ausklingt, spielen die Holzbläser, die Violinen fragmentarisch Motiv b auf g2 imitierend und schließlich das Cello mit Fagott eine ausholende, melancholische Melodielinie.
Allegro: c-Moll, 6/8-Takt (Takt 38–511)

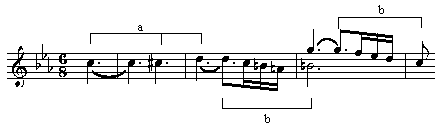
„Motto“ mit Motiv A und B, Takt 38–42

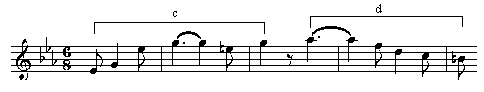
„Hauptthema“, Takt 42–46

Das Allegro fängt mit dem aus Motiv A und B gebildeten Thema an („Motto-Thema“, „Motto“ „Leitthema“), geht harmonisch von der Doppeldominante D-Dur über die Dominante G zur Tonika C), unmittelbar in Takt 42 gefolgt vom „Hauptthema“. Dieses besteht in seinem ersten Teil aus dem aufsteigenden Dreiklang von Motiv C sowie einer fallenden Akkordfigur im Umfang der Septime (Motiv D) und in seinem zweiten Teil aus Motiv C und Motiv A. Als Gegenstimme treten die Motive A und B auf. Durch den komplizierten Satzaufbau, dessen „verzweigtes Geäder“ man „gleichsam mit der Lupe“ hören müsste, ist es für den Hörer nicht oder kaum bestimmbar, worin das Hauptthema des Satzes genau besteht. Die Passage ab Takt 51 mit der fallenden Septime / Sexte und den Vorhalten ist aus Takt 9 der Einleitung abgeleitet. Ab Takt 70 folgt eine „entwickelte, überleitungsartige Wiederholung des Hauptthemenkomplexes“, indem die Themenelemente mit Motivwiederholungen und veränderter Instrumentierung variiert werden.

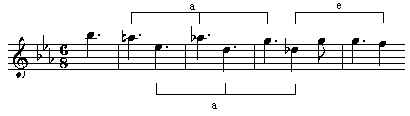
Seitensatz mit Thema, Takt 130–134

Die „Überleitung“ zum Seitensatz ab Takt 89 ist anfangs durch Akzente gekennzeichnet, geht dann mit Motiv D ins Piano, wo sich das Geschehen im Staccato, Pizzicato und Legato zunehmend beruhigt. Fallende Quinten im Horn und der Klarinette kündigen die Etablierung der Tonikaparallelen Es-Dur an, in der anstelle eines kontrastierenden Seitenthemas zunächst (ab Takt 121) das Hauptthema als Variante in liedhaft-idyllischer Stimmung erscheint. Erst ab Takt 130 spielen die Oboen ein neues, kurzes Thema, das durch seine Quarten (Motiv E) charakterisiert ist (die chromatisch fallende Linie des Themas erinnert an Motiv A). Ab Takt 138 werfen sich die Bläser die Schlusswendung des Themas (Quarte aufwärts) zu, die Musik beruhigt sich dann wieder zunehmend und scheint im dreifachen Piano zu verebben.
Die „Schlussgruppe“ („Schlusssatz“, „Epilog“) ab Takt 157 beginnt in es-Moll. Sie enthält zunächst ein charakteristisches Motiv aus drei absteigenden Staccato-Noten mit Intervallsprung aufwärts (Motiv F), das aus Motiv B und A ableitbar ist. Als Gegenstimme verwendet Brahms Motiv C und D in ihrer Umkehrung. Das Ende der Exposition im Fortissimo ist neben Motiv F durch eine Variante der Schlusswendung vom zweiten Thema in den Hörnern geprägt. Die Exposition wird wiederholt.
Die Durchführung ab Takt 190 beginnt, ausgehend von H-Dur, mit dem Hauptthema in Engführung und verebbt dann allmählich mit Motiven des Themas. In Takt 215 ist wieder die Tonika c-Moll erreicht. Der Neapolitanische Sextakkord (Takt 221) führt dann über b-Moll (Takt 225) nach Ges-Dur (Takt 232), wo die Streicher eine choralartige melodische Wendung spielen. Dieser „Choral“ wird dann im Wechsel mit Motiv F gebracht. Ab Takt 274 folgen wieder chromatische Gänge, und erneut beruhigt sich die Musik. In Takt 293 folgt ausgehend von h-Moll eine weitere Steigerungswelle, in deren Verlauf Motiv F (zunächst in Klarinette/Oboe) zu Motiv B „verkleinert“ wird (v. a. ab Takt 321). Ab Takt 335 kommt dann allmählich auch Motiv A dazu.
Die Reprise kann je nach Standpunkt entweder in Takt 339 mit Erreichen vom vollständigen Motto-Thema oder in Takt 343 mit Motiv C beim Erreichen der Tonika c-Moll gesehen werden. Dadurch verschleiert Brahms den Repriseneintritt. Im Unterschied zur Exposition ist in der Reprise die Passage entsprechend Takt 70 bis 98 ausgelassen. Nach dem Seitensatz (Takt 408) folgt ab Takt 430 die erweiterte Schlussgruppe (nun in c-Moll), die an ihrem Höhepunkt in Takt 474 abrupt abbricht. Mit Elementen von Motiv A nehmen Dynamik und Tempo dann von b-Moll ausgehend wieder ab, bis in Takt 490 C-Dur erreicht wird. Als Coda hat Brahms ab Takt 495 ein Meno allegro (meno = ital. „weniger“) angehängt, das unter dem pochenden Orgelpunkt vom Satzanfang nochmals Motiv A aufgreift und mit dem nun nach C-Dur aufgehellten Motiv C den Satz abschließt.

### Zweiter Satz: Andante sostenuto
E-Dur, 3/4-Takt, 128 Takte
Der Satz ist im Muster der dreiteiligen Liedform aufgebaut (A-B-A’), wobei der A-Teil wiederum in sich dreiteilig ist.
A-Teil (Takt 1–27)

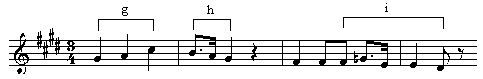
Hauptthema, Takt 1–4

- a-Teil (Takt 1–16): Das Hauptthema mit punktiertem Rhythmus wird von Streichern und Fagott vorgestellt. Es ist durch kurze Bausteine gekennzeichnet, die von Pausen unterbrochen und teilweise im Metrum gegeneinander verschoben sind.[2] Ein musikalischer Fluss kommt so (im Gegensatz zum Beginn des dritten Satzes) kaum zustande. Die Chromatik, die auch Teile des weiteren Satzes prägt, erinnert an das „Mottothema“ vom ersten Satz.[11]

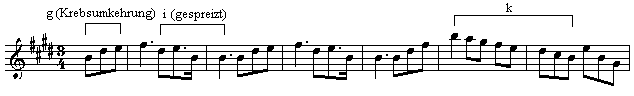
Oboenmelodie, Takt 17–23

- b-Teil (Takt 17–23): Im b-Teil spielt die solistische Oboe eine ausholende, „poesievolle“[11] Melodie, die durch ihre Gestalt und den punktierten Rhythmus an den a-Teil erinnert.
- a’-Teil (Takt 22–27): Der erste Teil schließt mit dem verkürzten Wiederaufgreifen des a-Teils, wobei Brahms die Verbindung zum vorangehenden b-Teil als Überlappung gestaltet hat (in Takt 22 beginnt in den Streichern bereits das Thema vom Satzanfang, während die Oboenmelodie noch weiterläuft). Der erste Teil schließt in Takt 27 in E-Dur.

B-Teil (Takt 27–66)

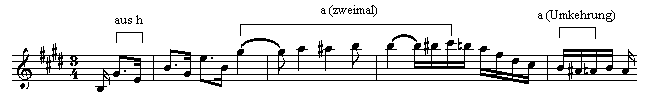
1. Violine mit punktiertem Rhythmus und Chromatik, Takt 27–31

Im kontrastierenden Mittelteil mit Molltrübungen übernimmt zunächst die 1. Violine die Stimmführung, die übrigen Streicher begleiten im punktierten Rhythmus. Dieser kann (zumindest in Takt 39 und 47) als Anspielung auf das Thema vom a-Teil interpretiert werden.

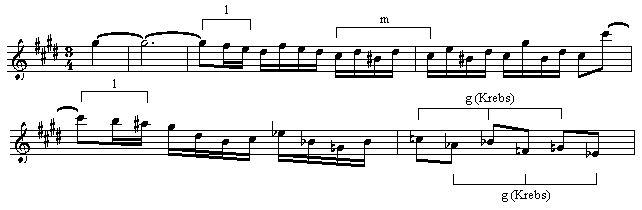
Oboenmelodie, Takt 38–43

Die in Takt 38 beginnende Oboenmelodie (ab Takt 42 von der Klarinette abgelöst) in gleichmäßiger Bewegung weist auf das Hauptthema vom dritten Satz hin. Nach dem Ausbruch mit Steigerung bis zum Forte ab Takt 53 beruhigt sich das Geschehen wieder, und im Pianissimo erfolgt die Überleitung zum nächsten Teil.
A’-Teil (Takt 67–128)
- a’’-Teil (Takt 67–90): erweiterte und variierte Wiederholung des a-Teils.
- b’-Teil (Takt 90–96): Variante des b-Teils mit Stimmführung im solistischen Trio aus Oboe, Horn und Violine.
- a’’’-Teil (Takt 95–100): Verkürzte Variante des a-Teils mit Überlappung zum vorangehenden b’-Teil in Takt 95/96.
- b’’-Teil (Takt 101–104): Thema der Oboenmelodie vom b-Teil im Horn, Begleitung verändert (Solovioline in Figurationen).
- a’’’’-Teil (Takt 105–128): erweiterte variierte Wiederholung des a-Teils, wobei in Takt 114 und 120 auch der Anfang vom B-Teil eingeblendet wird. (Der Abschnitt ab Takt 101 wird manchmal[6][9] auch als Coda angesehen.)

Auffällig sind die auskomponierten „Überblendungen“ zwischen den Abschnitten im A-Teil, so dass deutliche Formabschnitte vermieden werden. Der Satz besaß während der ersten Aufführungen noch eine andere Gestalt, die als fünfteilige Rondoform mit Coda rekonstruiert wurde. Brahms verwarf diese Form im Mai 1877 und arbeitete das Andante in die vorliegende Form um.

### Dritter Satz: Un poco Allegretto e grazioso
As-Dur, 2/4-Takt, 164 Takte
Wie das Andante sostenuto ist auch dieser Satz im Muster der dreiteiligen Liedform aufgebaut (A-B-A’), wobei der A-Teil ebenfalls in sich eine dreiteilige Struktur zeigt. Im Gegensatz zum Andante ist das Allegretto insbesondere am Anfang durch seine fließende, durchgängige Achtelbewegung gekennzeichnet, und die einzelnen Satzabschnitte sind hier deutlich voneinander getrennt.
Im bereits fertigen Autograph ergänzte Brahms nachträglich die Takte 125 bis 143, möglicherweise als Reaktion auf einen Brief von Clara Schumann, wo diese geäußert hatte: „Im dritten Satz war mir immer der Schluß nicht ganz befriedigend, gar so kurz.“
A-Teil (Takt 1–71)

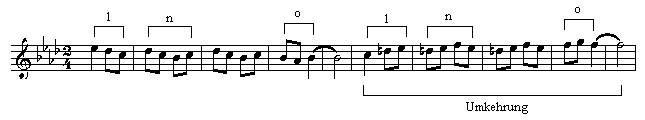
Hauptthema in der Klarinette, Takt 1–10

- a-Teil (Takt 1–45): Das von der Klarinette in durchgängiger, fließender Achtelbewegung vorgetragene Hauptthema ist zehntaktig, bestehend aus zwei fünftaktigen Hälften. Die zweite Hälfte stellt die Umkehrung der ersten dar. Das Thema ist abgeleitet aus der Oboenmelodie vom zweiten Satz (dort ab Takt 38). Von diesem Thema entwickelt Brahms wesentliche Motivelemente für den weiteren Satzverlauf. Ab Takt 11 tritt in den Holzbläsern ein Motiv im punktierten Rhythmus dazu, zunächst als charakteristische, zweitaktige fallende Einheit, dann variiert als eintaktige Einheit. Ab Takt 19 wiederholt Brahms das bisherige Geschehen als etwas erweiterte Variante (z. B. Hauptthema mit Stimmführung in der 1. Violine).

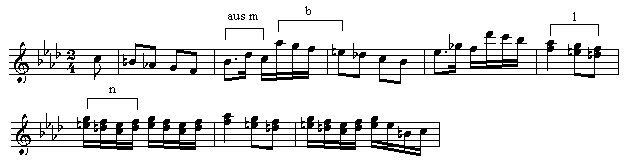
Chromatisches Motiv, Takt 45–49 und variiertes Motiv vom Hauptthema, Takt 50–53

- b-Teil (Takt 45–61): Der b-Teil kontrastiert durch den Wechsel der Stimmführung in die Klarinette, die ein (vom Hauptthema ableitbares) chromatisches Motiv spielt, das kurz darauf auch von den Flöten und Oboen übernommen wird. Weiterer Kontrast entsteht durch die veränderte Begleitung der Streicher und die Steigerung bis zum Forte in Takt 50 mit einem rhythmisch variierten Motiv vom Hauptthema.
- a’- Teil (Takt 62–71): Das Hauptthema wird als verkürzte Variante (nur dessen erste Hälfte) wieder aufgegriffen.

B-Teil (Takt 71–114, H-Dur)

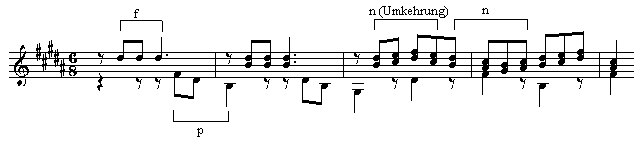
Thema des B-Teils

Brahms wechselt zum 6/8-Takt und schafft einen nahtlosen Übergang von As-Dur nach H-Dur, indem das Es als Dominante von As-Dur zur Terz dis von H-Dur enharmonisch umgedeutet wird. Das diesen Teil prägende Thema besteht aus dem Wechsel von Tonrepetition der Oberstimmen mit Antwort der Unterstimmen und einer wiegenden Terzbewegung der Holzbläser. Im wiederholten Abschnitt von Takt 87 bis 108 steigert sich das Geschehen bis zum Forte, wobei die Elemente des Themas verarbeitet werden. Danach beruhigt sich das Geschehen, und Brahms wechselt wieder nach As-Dur.
A’-Teil (Takt 115–154)
Der A’-Teil besteht aus dem verlängerten a-Teil, der b-Teil fehlt. Das Hauptthema wird zunächst wieder von der Klarinette gespielt, wechselt in dessen zweiten Hälfte jedoch in die 1. Violine. Der Rhythmus ähnelt dabei stark dem Hauptthema des vierten Satzes in Takt 62. Nach der Passage mit dem Motiv im punktierten Rhythmus folgen ab Takt 140 nochmals Elemente des Hauptthemas sowie der punktierte Rhythmus. Das Geschehen verlangsamt sich zunehmend.
Coda (B’, Takt 154–164, più tranquillo)
Mit den Motiven des Themas vom B-Teil (triolische Terzketten) klingt der Satz aus.

### Vierter Satz: Adagio – Più Andante – Allegro non troppo, ma con brio – Più Allegro
Die Form des Satzes ist innerhalb der sinfonischen Literatur und auch innerhalb von Brahms’ Schaffen einzigartig.
Einleitung (Takt 1–61)
1. Abschnitt – Adagio: c-Moll, 4/4-Takt (Takt 1–29)
Die Einleitung knüpft in mehreren Aspekten (z. B. Tonart, Ausdruck, Chromatik) an die des ersten Satzes an. Das Adagio beginnt im Wechsel von schleppenden, chromatischen Legato-Figuren und Pizzicato-Passagen der Streicher. Ab Takt 20 steigert sich das Geschehen durch schnellere Bewegung (Wechsel von Achteln zu Sechzehnteln in den Bläsern, dazu rasante Zweiunddreißigstelläufe der Violinen) und Crescendo bis zum Forte. Der solistische Paukenwirbel in Takt 28/29 leitet zum Andante über.
Mehrere Elemente des Adagios spielen im weiteren Satzverlauf eine Rolle: Der fallende Quartengang aus Takt 1 und 2 taucht im Seitenthema ab Takt 118 im Bass auf (ebenso als auf- und absteigender Sechzehntellauf ab Takt 106), und das Motiv der Oberstimme aus Takt 2 und 3 entspricht dem Kopfmotiv des Hauptthemas ab Takt 62. Die Pizzicato-Passage ab Takt 6 ähnelt der Streicherbewegung ab Takt 208, und die synkopische Passage ab Takt 22 ähnelt dem Beginn des Schlusssatzes ab Takt 148.
2. Abschnitt – Più Andante: C-Dur, 4/4-Takt (Takt 30–61)

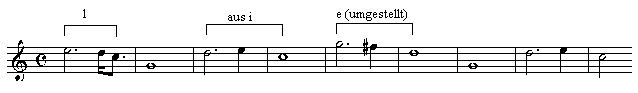
Alphornthema, Takt 30–38

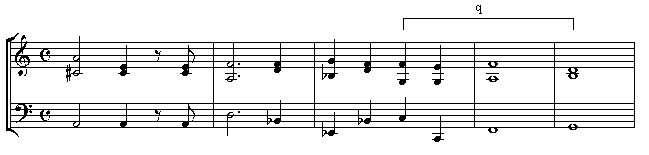
Choral, Takt 47–51

Über piano tremolierenden Streichern setzt dann das Horn forte mit einem zum vorigen Geschehen kontrastierenden Alphornthema („Alphornweise“, „Alphornruf“, „Alphornmelodie“) in C-Dur ein, die ab Takt 38 von der Flöte übernommen wird. Brahms hatte dieses Thema bereits 1868 als Geburtstagsgruß an Clara Schumann geschickt mit den unterlegten Worten: „Hoch auf’m Berg, tief im Tal grüß ich dich viel tausend mal!“. Die Posaunen, die in Takt 30 erstmals in der Sinfonie begleitend auftreten, sind im anschließenden „imaginären Choral“ (Takt 47 bis 50) neben Fagott und Kontrafagott stimmführend.

„Vom lapidar formulierten Thema, vom plötzlichen Umschlag Moll-Dur, von der einfachen Setzweise, die nur zur Hauptstimme die harmonische Grundlage andeutet und von der Instrumentierung mit dem Solo-Horn, den Streicher-tremoli sowie den hier erstmals in der Sinfonie hinzugezogenen Posaunen geht eine Gewalt aus, die mit einem Schlag die Wende eben nicht nur dieser Einleitung, sondern der ganzen Sinfonie bewirkt.“

Flöte und Hörner wechseln sich dann versetzt mit dem Kopf vom Hauptthema über dem nach wie vor anhaltenden Streichertremolo ab, ehe die Einleitung piano auf der Dominante G ausklingt.
Allegro non troppo, ma con brio: C-Dur, 4/4-Takt (Takt 62–390)

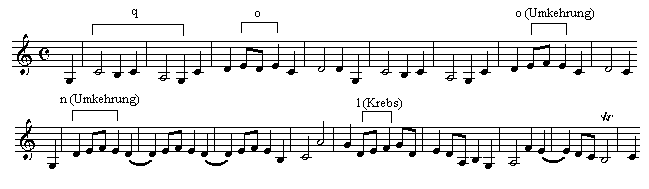
Hauptthema, Takt 62–78

Der Hauptsatz (Takt 61 bis 114) beginnt mit dem einprägsamen, hymnusartigen Hauptthema („Hymnus“), das zunächst nur von Streichern und Hörnern vorgetragen wird. Dabei besteht eine Ähnlichkeit mit dem bekannten Thema aus dem Schlusssatz von Beethovens Sinfonie Nr. 9, auf die Brahms selbst hingewiesen hat (siehe oben unter „Bezüge zu Ludwig van Beethoven“). Auch das Anfangsthema aus dem ersten Satz von Gustav Mahlers Sinfonie Nr. 3 ist ähnlich aufgebaut. Das Thema wird dann von den Holzbläsern wiederholt. Der Fortissimoblock von Takt 94 bis 114 enthält den Themenkopf im Wechsel mit Triolenbewegung, gebrochene Akkorde in Gegenbewegung mit punktiertem Rhythmus und virtuose Läufe (abgeleitet aus dem Quartgang vom Satzanfang). Nach einem Kurzauftritt des Alphornthemas (Takt 115 bis 118) folgt der Seitensatz.

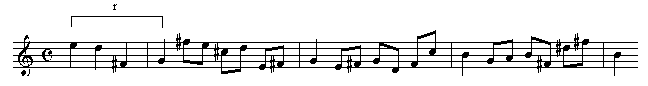
Seitensatz mit Thema in der 1. Violine, Takt 118–122

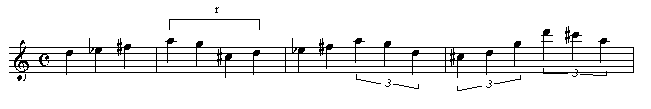
Seitensatz mit Thema in der Oboe, Takt 132–135

Der Seitensatz (Takt 118 bis 148) steht in der Dominante G-Dur. Über dem als Ostinato-Bass gestalteten Quartgang vom Satzanfang spielt die stimmführende 1. Violine ein mit dem Quartgang verwandtes, chromatisches und zurückhaltendes, auf- und abwogendes Thema. Ein weiteres, ebenfalls auf dem Quartgang basierendes chromatisches Thema folgt in der Oboe ab Takt 132. Ab Takt 141 wird das Thema in Sechzehntel aufgelöst in den Streichern wiederholt.
Der Schlusssatz (Takt 148 bis 183) basiert anfangs auf dem Motiv der Synkopen-Bewegung aus Takt 22, wechselt dann mit marschartigen Triolenketten ab und beendet in energischen Akkordschlägen die Exposition in Takt 185 in e-Moll. Mit drei Überleitungstakten führt Brahms zurück zur Tonika C-Dur.
Die anschließende „durchführungsartige Reprise“ (Takt 185 bis 391) beginnt mit dem Hauptsatz (Takt 185 bis 284), dieser wiederum mit dem Hauptthema in C-Dur (Takt 186 bis 200 entsprechend Takt 62 bis 76). Anschließend wechselt Brahms mit Stimmführung in den Holzbläsern nach Es-Dur, schiebt aber zwischen den Themenkopf Pizzicato-Einschübe ähnlich wie ab Takt 6. Der Fortissimoblock von Takt 220 bis 232 entspricht dem von Takt 94 bis 106. Aus dem Kopfmotiv des Hauptthemas entwickelt sich ab Takt 223 allmählich – zusammen mit den vom Quartgang abgeleiteten, virtuosen Skalenläufe – das Kopfmotiv des Alphornthemas, dessen Eintritt in Takt 285 teilweise als Reprisenbeginn gedeutet wird (der Abschnitt vorher wird dann entsprechend als Durchführung gewertet). Die unterlegten, pochenden Paukenschläge erinnern an den ersten Satz. Auf das Alphornthema folgt der Seitensatz (Takt 301 bis 332), daraufhin der Schlusssatz (Takt 332 bis 367) ähnlich wie in der Exposition.
In den Überleitungstakten 367 bis 391 wechselt Brahms zunächst im Pianissimo in geheimnisvolle und harmoniefremde Tonarten, ehe sich durch Steigerung in Tempo und Lautstärke die Coda ankündigt.
Coda – Più Allegro: C-Dur, 2/2-Takt (alla breve) (Takt 391–457)
Brahms beginnt mit „Motivfetzen“ des Themas eine Steigerung, die auf den Choral (Takt 407 bis 416) ausgerichtet ist. In der überschwänglichen Coda, „die nur noch motivische Bruchstücke zu stammeln vermag“, tritt ab Takt 423 das Kopfmotiv vom Schlusssatz auf, und die chromatische Wendung ab Takt 433 erinnert an Takt 49 vom ersten Satz.
Einige Autoren interpretieren das Alphornthema im Sinne einer „Sphäre idealer Natur“, während der Choral an Religiosität erinnere.

„Hornruf, Choral und Hymnus sind Bilder von Natur und dem darin eingebetteten und gleichwohl selbsttätigen Menschen. Gegenüber den komplexen Strukturen des Kopfsatzes stehen sie als Befreiung der Musik selbst; nicht im Beethovenschen Sinn einer philosophischen Überwindung, sondern als kompositorische Realität für sich.“

Christian Martin Schmidt weist darauf hin, dass das Hauptthema mit seinen Anklängen an Beethoven zweimal „substituiert, verdrängt, für ungültig erklärt“ wird: Einmal im Reprisenbeginn durch das Alphornthema, das zweite Mal in der Coda durch den Choral. Brahms führe die Diskussion mit Beethoven, indem er die von diesem gesetzte ästhetische Prämisse „Aus Nacht zu Licht“ aufgreife. Doch das Ziel sei ein anderes: Der C-Dur-Marsch vom Schlusssatz der 5. Sinfonie bzw. in Schillers Ode „An die Freude“ aus der 9. Sinfonie Beethovens seien „Ausdrucksform einer sich selbst bewussten Menschheit auf dem Weg zu einem neuen Zustand, beides künstlerische Realisationen der großen Ideen des von der Französischen Revolution geprägten Zeitalters.“ Dieser Optimismus sei ein halbes Jahrhundert später, als das Bürgertum von politischer Mitwirkung ausgeschlossen war, der Selbstbeschränkung und Melancholie gewichen. Brahms entspräche dem, indem er als „Ziel des Formprozesses“ der 1. Sinfonie das Alphornthema als Zeichen der Natur einerseits, den Choral als Sinnbild von Religion andererseits verwende.

## Noten (Auswahl)
- Johannes Brahms: Symphony No. 1 C minor. Edition Eulenburg No. 425. Ernst Eulenburg, London / Mainz 1979 (Taschenpartitur, mit Einleitungstext von Wilhelm Altmann)